# 室元気
室 元気（むろ げんき、1989年7月31日 - ）は、日本の男性声優。リマックス所属。宮城県出身。

## 来歴
専門学校東京アナウンス学院放送声優科、ぷろだくしょんバオバブ附属養成所「B・A・O」卒業。
以前はぷろだくしょんバオバブ、スペースクラフト・エンタテインメントに所属していた。

## 人物
趣味は水泳、京王線。特技はたくさん寝られること。秘書技能検定2級の資格を所持している。
BL作品を好んで愛読している。

## 出演
太字はメインキャラクター。

### テレビアニメ
2011年
- イナズマイレブンGO（隼総英聖）
- 快盗天使ツインエンジェル〜キュンキュン☆ときめきパラダイス!!〜（男子生徒B、客男C）
- 君と僕。（2011年 - 2012年、バスケ部員、男子生徒、部下、大野勲） - 2シリーズ
- セイクリッドセブン（生徒3）
- 花咲くいろは（円光寺敏明、男性客、生徒F）
- ベン・トー（人形）
- 放浪息子（谷口）
- 魔乳秘剣帖（町人）
- 名探偵コナン（学生）

2012年
- Another（猿田昇）
- あの夏で待ってる（男子生徒）
- エリアの騎士（男子生徒B）
- 好きっていいなよ。（男子中学生）
- 黄昏乙女×アムネジア（男子生徒）
- トータル・イクリプス（ヤーコフ・ニジンスキー）
- DOG DAYS'（記者）
- 忍たま乱太郎（タソガレドキ忍者）
- はぐれ勇者の鬼畜美学（バベル職員）
- ポヨポヨ観察日記（鈴木浩太、大福）
- リトルバスターズ!（2012年 - 2013年、男子生徒B、生徒A、男子生徒A、風紀委員E、生徒B） - 2シリーズ

2013年
- AKB0048 next stage（観客B）
- 翠星のガルガンティア（ヘリック）
- 機巧少女は傷つかない（風紀委員A、男子生徒B、黒子C、学生A、風紀委員）
- やはり俺の青春ラブコメはまちがっている。（委員）
- ログ・ホライズン（2013年 - 2014年、トムトム、イム、タロ、アザレア） - 2シリーズ

2014年
- 一週間フレンズ。（クラスメイト）
- ガイストクラッシャー（村人）
- 四月は君の嘘（男子生徒、実行委員、観客、出場者）
- 星刻の竜騎士（マクシミリアン・ラッセル）
- selector infected WIXOSS（男子生徒）
- 天体のメソッド（観光客、生徒）
- 凪のあすから（飯塚剛）

2015年
- 機動戦士ガンダム 鉄血のオルフェンズ（2015年 - 2017年、少年兵、鉄華団団員、デルマ→デルマ・アルトランド、カルタ親衛隊） - 2シリーズ
- 金田一少年の事件簿R（佐竹）
- Go!プリンセスプリキュア（サッカー部員）
- Charlotte（不良B、逃げる男子生徒、男子生徒沢野、男子生徒葛西、中学男子B）
- 純潔のマリア（若者B、少年修道士）
- 食戟のソーマ（2015年 - 2018年、男子学生A、男子生徒C、男性記者、中華研E） - 3シリーズ
- スタミュ（生徒）
- 落第騎士の英雄譚（男子、仲間、男、生徒達）

2016年
- Re:ゼロから始める異世界生活（2016年 - 2024年、チン / ラチンス） - 2シリーズ / 2020年に第1期新編集版が放送
- アクティヴレイド -機動強襲室第八係-（少年A）
- 学園ハンサム（マネージャー、司会、生徒A、謎のおじさん）
- 斉木楠雄のΨ難（2016年 - 2018年、男子生徒A、村田修二、野球少年C） - 2シリーズ
- 少女たちは荒野を目指す（英語教師）
- DAYS（笠原淳平）
- ブブキ・ブランキ（ブブキ警官）
- ヘヴィーオブジェクト（通信兵）
- マクロスΔ（貴族）
- 魔法つかいプリキュア!（男子生徒、野球部員、サッカー部員）
- 遊☆戯☆王ARC-V（アカデミア兵）
- WWW.WORKING!!（男性客C、漫画の男の子）

2017年
- MARGINAL＃4 KISSから創造るBig Bang（男子A）
- クラシカロイド（男子学生）
- 覆面系ノイズ（神山）
- アリスと蔵六（ウエイター）
- ナナマル サンバツ（中澤藤一郎）
- プリンセス・プリンシパル（兵士）
- ゲーマーズ!（ライバルA）
- ブレンド・S（客、店員、イケメン）
- 妖怪アパートの幽雅な日常（川島）
- ブラッククローバー（2017年 - 2021年、マグナ・スウィング、バロ / 泥バロ、ヤーゴス、ニルス・ラグス、ロッケン、メギキュラ 他）
- いつだって僕らの恋は10センチだった。（映画部員）

2018年
- りゅうおうのおしごと!（職員、記録係）
- 宇宙よりも遠い場所（生徒たち）
- 鹿楓堂よついろ日和（ヤンキー、男子生徒、CMナレーション）
- おじゃる丸（2018年 - 2024年、関取、セカセカ星人、弱虫オバケ、亡き者）
- 信長の忍び（森長可）
- こみっくがーるず（男性）
- ヒナまつり
- ムヒョとロージーの魔法律相談事務所（冥王）
- ゾイドワイルド（研究員）
- やがて君になる（野球部男子）
- とある魔術の禁書目録III（騎士）

2019年
- 臨死!!江古田ちゃん
- えんどろ〜!（狩人）
- この音とまれ!（刑事、鳳月怜治、中山、仁科、高城の息子、松永 他） - 2シリーズ
- ぼくたちは勉強ができない（男生徒B）
- けだまのゴンじろー（2019年 - 2020年、たっつん、しらない店員、むしりたい女、たっつんのMC）
- 彼方のアストラ（中学時代のクラスメイトA）
- Dr.STONE（2019年 - 2023年、不良高校生、ガンエン） - 2シリーズ
- 異世界チート魔術師（盗賊、露天商、兵士、副官、ミストフォロス）
- ダイヤのA actII（2019年 - 2020年、佐々木小太郎、大河原潔、森）
- BEASTARS（2019年 - 2021年、ドーム、ゾーイ、イグアナ） - 2シリーズ
- 星合の空（富士田）

2020年
- デカダンス（ムンディ、看守A）

2021年
- 五等分の花嫁∬（研修医、担任）
- 最響カミズモード!（名凱烈）
- 怪病医ラムネ（健吾の友人、担任、記者、男子、悪党1 他）
- ホリミヤ（男子生徒）
- 2.43 清陰高校男子バレー部（福蜂部員）
- MARS RED（市民B、少佐）
- 魔法科高校の優等生（男、八高男子選手A）
- NIGHT HEAD 2041（泉有紀夫）
- Deep Insanity THE LOST CHILD（隊員A、店員、カルティスト、スカード、客）
- マブラヴ オルタネイティヴ（嫌味な男衛士）
- 無職転生 〜異世界行ったら本気だす〜（男子生徒）

2022年
- 最遊記RELOAD -ZEROIN-（男、村人、ウェイター）
- 殺し愛（構成員2、リスト・ノーブル）
- ハコヅメ〜交番女子の逆襲〜（塩山）
- 社畜さんは幼女幽霊に癒されたい。（男性社員C）
- プリマドール（警務官B）
- 異世界薬局（薬師、侍従、クロエの従者、審問官A、弟子1・B 他）
- 新米錬金術師の店舗経営（盗賊C）
- 勇者パーティーを追放されたビーストテイマー、最強種の猫耳少女と出会う（敵テイマー）

2023年
- TRIGUN STAMPEDE（リヴィオ・ザ・ダブルファング）
- 転生王女と天才令嬢の魔法革命（魔法省役人C）
- イジらないで、長瀞さん 2nd Attack（男B）
- 夢見る男子は現実主義者（佐々木貴明）
- 彼女、お借りします（2023年 - 2025年、助監督、男性客、観光客、通行人、南宮 他） - 2シリーズ
- ラグナクリムゾン（2023年 - 2024年、狩竜人たち、ディザス・トロワ成竜）
- 私の推しは悪役令嬢。（料理人、生徒、ローレック＝クグレット）
- ニンジャラ（客）
- 帰還者の魔法は特別です（パインツリーメンバー）
- 豚のレバーは加熱しろ（イェスマ狩り）

2024年
- ぶっちぎり?!（NG BOYS C）
- ゆびさきと恋々（店員）
- 出来損ないと呼ばれた元英雄は、実家から追放されたので好き勝手に生きることにした（貴族、村人、民衆、魔導生命体、エルフの男）
- 戦隊大失格（2024年 - 2025年、戦闘員B、小豆大粒） - 2シリーズ
- 怪異と乙女と神隠し（コンビニ店員、編集者）
- THE NEW GATE（ガドラス・ジャール、アンディ・シェイル、ベレット・キルマール）
- 魔王軍最強の魔術師は人間だった（バステオの部下）
- 夜桜さんちの大作戦（部隊員、男子生徒、放火魔、葉桜部隊員、実験体）
- 2.5次元の誘惑（コミケスタッフ、カメコA）
- チ。-地球の運動について-（所員）
- BLEACH 千年血戦篇-相剋譚-（学生）

2025年
- 猫になりたい田万川くん（店長）
- 魔神創造伝ワタル（村人A）
- 想星のアクエリオン Myth of Emotions（よーこの夫）
- BEYBLADE X（露地ランツ）
- ウィッチウォッチ（犬塚、米蘭嵐、有杉勇気、男子生徒1、犬たち 他）
- ちょっとだけ愛が重いダークエルフが異世界から追いかけてきた（眼鏡男子）
- ガチアクタ（少年）
- 人妻の唇は缶チューハイの味がして（ヨシフ） - オンエア版
- 水属性の魔法使い（ニルス）
- 青春ブタ野郎はサンタクロースの夢を見ない（加西虎之介）

### 劇場アニメ
2010年代
- コードギアス 亡国のアキト 第1・2章（2012年 - 2013年、イレヴンの少年兵A、アラン・ネッケル）
- サカサマのパテマ（2013年、男子生徒）
- アルモニ（2014年、医者）
- UNDER THE DOG Jumbled（2018年、通行人）
- フリクリ プログレ（2018年、親方）

2020年代
- 劇場版 SHIROBAKO（2020年、宮田憲之、中井友一、げ〜ぺ〜う〜忍者D）
- 映画 五等分の花嫁（2022年）
- ブラッククローバー 魔法帝の剣（2023年、マグナ・スウィング）

### OVA
- WILD ADAPTER（2015、石原）
- ブラッククローバー オール魔法騎士感謝祭（2018年、マグナ・スウィング） - ジャンプスペシャルアニメフェスタ2018上映作品

### Webアニメ
- 武装中学生（2012年、高津ヨウジ）
- モンスターストライク（2015年、中学生D）
- ジュエルペット あたっくちゃんす!?（2016年、執事）
- 夢王国と眠れる100人の王子様 ショート（2017年、咲間）
- むぎゅっと！ブラッククローバー（2019年、マグナ、客）
- 攻殻機動隊 SAC_2045（2020年、ウオトリシンヤ）
- 風都探偵（2022年、客）
- BEASTARS FINAL SEASON（2024年、スナガ[20]）

### ゲーム
2011年
- イナズマイレブンGO シャイン/ダーク（隼総英聖）
- T.P.さくら 〜タイムパラディンさくら〜

2012年
- イナズマイレブンGO ストライカーズ 2013（隼総英聖）
- 十三支演義 〜偃月三国伝〜
- 真剣で私に恋しなさい!!R
- ポヨポヨ観察日記（鈴木）

2013年
- マブラヴ オルタネイティヴ トータル・イクリプス（ヤーコフ・ニジンスキー）

2014年
- 十三支演義 〜偃月三国伝2〜
- Fate/hollow ataraxia
- プリPia〜プリンスPia♥キャロット〜（塔）
- 戦国闘檄〜バーニングスピリッツ〜（十河存保）
- 天空のクラフトフリート（ムスカール、アラン）

2015年
- ぷよぷよ!!クエスト（2015年 - 2018年、ルクス、ストルナム、ナルカミ、ディニ）
- プリンス・オブ・ストライド（湊柊護、戸丸寛助）
- 18（風紀委員長　速水悠斗、ヨッド）
- メザマシフェスティバル（ローラン、エリック）

2016年
- 怪盗夜想曲 〜ファントムノクターン〜（ウィリアム）
- シルヴァリオ ヴェンデッタ -Verse of Orpheus-（シン・ランスロー）
- 白猫プロジェクト（ブライ・マグマイア、ケニー）
- 凍京NECRO〈トウキョウ・ネクロ〉（臥龍岡早雲）
- 遊☆戯☆王デュエルモンスターズ 最強カードバトル!（ストロング十九）
- 潜空のレコンキスタ（ロザロ）
- 遊戯王 デュエルリンクス（クールな学生、気弱な青年）

2017年
- グランドサマナーズ（ゼクト、双銃冥皇ゼクト）
- 巨影都市（新川直紀）
- ファイトリーグ（TurntableMasterヴァン、チョップチョップ・チョッパー
- 麻雀 闘牌コロシアム（オニオロス、ロッキオ）
- 魔女と百騎兵2（通行人、助手ヤック、村の男）

2018年
- CARAVAN STORIES（メルロ）
- 軍靴をはいた猫（ウィロウ）
- サウザンドメモリーズ（紫玉の空影狼カリュオ）
- ソラとウミのアイダ（シグムント、ヘルメス）
- ミラーズクロッシング（バレル）
- ブラッククローバー カルテットナイツ（マグナ・スウィング）
- ブラッククローバー 夢幻の騎士団（マグナ・スウィング）
- 幻獣契約クリプトラクト（サイラス、スラッジ）
- 斉木楠雄のΨ難 妄想暴走 Ψキックバトル（村田修二）
- でみめん（バド）
- モンスターストライク（2018年 - 2023年、アラミタマ、アカ・マナフ）
- 凍京NECRO〈トウキョウ・ネクロ〉SUICIDE MISSION（臥龍岡早雲)

2019年
- ウィザーズ シンフォニー（紅紫翠）
- SDガンダム GGENERATION（2019年 - 2025年、デルマ・アルトランド） - 2作品
- 荒野のコトブキ飛行隊 大空のテイクオフガールズ!（トニー）
- ダンキラ!!! - Boys, be DANCING! -（夜野零士）
- Days Gone
- COLOR PIECEOUT（アレックス）
- エピックセブン（チャティ、スヴェン）
- revisions next stage（バン）
- ガール・カフェ・ガン（差出人）

2020年
- D×2 真・女神転生 リベレーション
- 龍が如く7 光と闇の行方（猪狩）
- エンゲージソウルズ（ユキノジョウ）
- 一血卍傑-ONLINE-（バク）
- イナズマイレブン SD（隼総英聖）
- メイプルストーリー（ジェロム）
- 陰陽師（安珍）
- Re:ゼロから始める異世界生活 Lost in Memories（ラチンス）

2021年
- Re:ゼロから始める異世界生活 偽りの王選候補（チン）
- ジャックジャンヌ（鳳京士）
- 共闘ことばRPG コトダマン（ウガカルル）
- LOST JUDGMENT 裁かれざる記憶（コースケ）

2022年
- ドラゴンクエストX オンライン（王弟カルーモ）
- 機動戦士ガンダム 鉄血のオルフェンズG（デルマ・アルトランド）
- デュエル・マスターズ プレイス（ディー）
- 夢職人と忘れじの黒い妖精（ミスティコ）

2023年
- アナザーエデン 時空を超える猫 / 協奏 最果ての虜と導きの八重奏（オディロ）
- サクライグノラムス（ガブリエル）
- 無期迷途（ユウレン）
- ブラッククローバーモバイル 魔法帝への道 The Opening of Fate（マグナ・スウィング）
- タワーオブスカイ（シャコール）
- リスト118（ゾラ）
- ファイナルファンタジーXVI
- ANNO: Mutationem（カスター）
- ヒラヒラヒヒル（衣川兵太郎）
- ドット勇者（ミノス）
- 夢みるぴょんぴょんランド（朔太郎）

2024年
- 龍が如く8（猪狩）
- ファイナルファンタジーVII リバース
- 護縁（ジャン・バイド、ギーン・ウロル）

2025年
- 龍が如く8外伝 Pirates in Hawaii（猪狩）
- 陰キャラブコメ インシツマシマシ（だいだい/大橋大河）

### 同人ゲーム
- はじめてのノベルゲーム（2016年、宿屋のおやじ）

### ラジオ
※はインターネット配信。
- 室元気と鈴木裕斗のチョクラジ!（2019年、チョクメ!※）
- こだ×むろのべしゃりLOVERS（2020年 - 、ラジ友※・ニコニコ生放送※・YouTube※）

### ラジオドラマ
- VOMIC ǝnígmǝ【エニグマ】（2011年、祀木ジロウ[49]）

### ドラマCD
- 神様のメモ帳（クラスメイト）
- 「機動戦士ガンダム 鉄血のオルフェンズ」EPISODE DRAMA 壱（デルマ・アルトランド[50]）
- 十五少年漂流記〜二年間の夏休み〜（ウェップ）
- 星刻の竜騎士（マクシミリアン・ラッセル）
- 魔術士オーフェンはぐれ旅 ドラマCD 原大陸開戦（サイアン・マギー・フェイズ）
- 大奥（和田正隆） ※大奥第15巻ドラマCD付き特装版
- うそカノ ※第5巻ドラマCD付き特装版・2015年『LaLa』7月号付録

### BLCD
- おやすみアイドルくん（佐藤）
- 恋じゃないけど（東雲の友人）
- FLESH＆BLOOD 14-18（ヴィレム）
- レムナント-獣人オメガバース-（バロン）
- 思い違いが恋の種（医師）
- ハローモーニングスター（西崎）
- サラブレッドはなびかない（司馬父）
- 理性的パーバートロマンス（嘉久優人）
- スモーキーネクター（町谷幸市）
- 猫とスピカ（野中）
  - 猫とスピカ2

### デジタルコミック
- 臆病な伯爵令嬢は揉め事を望まない（2021年、マリオン・ルナール[51]）
- 大型新人の教育係（2022年、牧野[52]）

### 吹き替え

#### 映画
- エルフと不思議な猫（エルフ〈セルゲイ・チルコフ〉）
- ザ・サイレンス（ロブ）
- ザ・シークレット:希望を信じて（グレッグ）
- ザ・タワー 超高層ビル大火災（イ・ソヌ〈ト・ジハン〉）
- ザ・ベビーシッター（コール・ジョンソン〈ジュダ・ルイス〉）
  - ザ・ベビーシッター ～キラークイーン～（コール・ジョンソン〈ジュダ・ルイス〉）
- パトリオット・ウォー ナチス戦車部隊に挑んだ28人（センギルバエフ）
- マイ・インターン（ジャスティン、ロビー）
- マクベス（フリーアンス）
- メイズ・ランナー2: 砂漠の迷宮（ウィンストン〈アレクサンダー・フローレス〉）
- モンスターハント 王の末裔（宋天蔭）
- Love, サイモン 17歳の告白（ブラム）
- レイチェル: 黒人と名乗った女性（フランクリン）
- ロクサーヌ、ロクサーヌ（ナジル）
- Work It 〜輝けわたし!〜（ジュリアード）

#### ドラマ
- iゾンビ（キャプテン・シアトル）
- アカプルコ（マキシモ）
- いつかの君に（チョン・インギュ）
- WITHOUT A TRACE/FBI 失踪者を追え!
- キャッスルロック
- ゴシップガール（マイク）
- サイテーでサイコーの週末（ゼッド）
- ザ・ラストシップ（コセッティ）
- シークレット・サークル（イアン）
- シェキラ!
- ジェシー!
- ジェン・ブイ（男ジョーダン）
- SMASH（エリス・ボイド）
- チャッキー（オリヴァー）
- 9-1-1: LONE STAR（マテオ・チャペス〈ジュリアン・ワークス〉[53]）
- ハイスクール・ミュージカル:ザ・ミュージカル（セブ）
- ハイ・フィデリティ（シェーン）
- ハンドレッド（デレク）
- HUMANS（アナトール）
- ブラックライトニング（トッド・グリーン）
- THE FLASH/フラッシュ（ロブ）
- ヘムロックグローブ（タイラー）
- 保健教師アン・ウニョン（ホン・インピョ〈ナム・ジュヒョク〉）
- マイ・ヒーリング・ラブ〜あした輝く私へ〜（パク・ワンスン）
- ライ・トゥ・ミー 嘘は真実を語る（ジョン）
- 麗 花萌ゆる8人の王子（ペガ）
- ロー&オーダー

#### テレビ番組
- プロジェクト・ランウェイ9（オリヴァー・グリーン）

#### アニメ
- おさるのジョージ（ジューシージェイ）
- 最後の召喚師 -The Last Summoner-（ヒロ、魔法使い、男性2）
- 時光代理人 -LINK CLICK-（劉思文〈リウ・スーウェン〉）
- ドックはおもちゃドクター（オービル）
- ビッグ・ウィッシュ 魔法に願いを（ホルヘ）
- 羅小黒戦記 ぼくが選ぶ未来（イフー）
- 烈火澆愁（楊潮 / ヤン・チャオ）

### パチンコ・パチスロ
- 政宗2（ウキタ[54]）

### その他コンテンツ
- オーディオブック 影踏み（2016年、久能新一郎）
- 朗読劇 レスティリズム- L'asterisme-（2018年、ターコイズ[55]）
- 城崎広告（2018年、下屋敷一朗）

### シリーズ一覧
1. ↑  第1期（2011年）、第2期『2』（2012年）
2. ↑  第1期（2012年 - 2013年）、第2期『〜Refrain〜』（2013年）
3. ↑  第1シリーズ（2013年 - 2014年）、第2シリーズ（2014年）
4. ↑  第1期（2015年 - 2016年）、第2期（2016年 - 2017年）
5. ↑  第1期（2015年）、第2期『弐ノ皿』（2016年）、第3期後半『餐ノ皿 遠月列車篇』（2018年）
6. ↑  第1期『1st season』（2016年）、第3期『3rd season 襲撃編』（2024年）
7. ↑  第1期（2016年）、第2期（2018年）
8. ↑  第1クール（2019年）、第2クール（2019年）
9. ↑  第1期（2019年）、第3期『NEW WORLD』（2023年）
10. ↑  第1期（2019年）、第2期（2021年）
11. ↑  第3期（2023年）、第4期（2025年）
12. ↑  1st season（2024年）、2nd season（2025年）
13. ↑  『CROSSRAYS』（2019年）、『ETERNAL』（2025年）

### 初出話一覧
1. 1 2  第38話初出
2. ↑  第29話初出
3. ↑  第31話初出
4. ↑  第34話初出
5. ↑  第35話初出
6. ↑  第43話初出
7. 1 2 3 4 5 6 7  第1話初出
8. ↑  第11話初出
9. 1 2  第4話初出
10. 1 2 3  第5話初出
11. 1 2 3  第6話初出
12. ↑  第8話初出
13. 1 2  第13話初出
14. 1 2 3  第12話初出
15. 1 2 3  第2話初出
16. ↑  第16話初出
17. ↑  第17話初出
18. ↑  第23話初出
19. ↑  第24話初出
20. ↑  第25話初出
21. ↑  第19話初出
22. ↑  第20話初出
23. 1 2  第7話初出
24. ↑  第37話初出
25. ↑  第71話初出
26. ↑  第10話初出
27. 1 2  第3話初出